# Mercenaries: Playground of Destruction
Mercenaries: Playground of Destruction é um jogo eletrônico de ação e aventura de 2005 desenvolvido pela Pandemic Studios e publicado pela LucasArts para PlayStation 2 e Xbox.
O jogo apresenta um ambiente de mundo aberto com elementos de furtividade e mecânica social baseada em reputação. É ambientado durante uma ação militar multinacional fictícia na Coreia do Norte. O jogador assume o controle de um dos três personagens mercenários e fecha contratos no país devastado pela escalada do conflito coreano para obter lucro e evitar uma guerra nuclear. Os críticos deram críticas favoráveis ao jogo, em particular elogiando seu foco no caos explosivo.
A sequência, Mercenaries 2: World in Flames, foi lançado em 31 de agosto de 2008 na América do Norte e em 5 de setembro de 2008 na Europa para PlayStation 2, PlayStation 3, Xbox 360 e Microsoft Windows.

## Jogabilidade
O jogador é despachado em um vasto ambiente de mundo aberto, livre para pegar missões, executar tarefas paralelas, coletar itens, roubar veículos ou empregar mecânica de jogo em exibição. Como a jogabilidade é definida em um mundo aberto, o jogador pode escolher fazer qualquer uma dessas atividades a qualquer momento. Na verdade, é possível destruir quase todos os edifícios e construções no mundo do jogo, incluindo os quartéis generais das facções inimigas ou aliadas. Os edifícios geralmente são restaurados após um longo tempo longe da área, quando o jogador morre ou quando se inicia o recarregamento do jogo. Além disso, o jogador pode causar destruição gratuita em muitos pequenos postos avançados e fortalezas ocupadas e restritas apenas aos membros de uma facção. No entanto, a destruição excessiva é desencorajada pela redução da disposição da facção atacada em relação ao jogador.
Existem cinco facções em guerra no jogo: as Nações Aliadas (abreviada como AN no jogo. É equivalente aos capacetes azuis da ONU), a Coreia do Sul (em conluio com a CIA), a Máfia Russa "Mercadores da Morte", a China e o Exército da Coreia do Norte comandado pelo antagonista do jogo, o ditador fictício do país, General Choi Song. A disposição das primeiras quatro facções é inicialmente neutra, embora dependendo das ações do jogador, elas possam ir de amigáveis para hostil se caso o jogador as ataquem. Uma vez que a facção norte-coreana é sempre hostil ao jogador e a todas as outras facções, o jogador está livre para atacar as forças da Coreia do Norte sem medo de penalidades. Na verdade, destruir veículos e forças militares da Coreia do Norte resultará em uma pequena recompensa adicionando créditos à conta do jogador, e consequentemente obtendo apoio de todas as facções.
Para voltar a favorecer uma facção ofendida, o mercenário deve concluir contratos para a facção. Se a facção for tão hostil que se recusa a dar contratos, o jogador deve primeiro conseguir alcançar e subornar o guarda do quartel general de tal facção. Outros métodos menos eficazes incluem coletar tesouros nacionais e projetos de interesse para cada facção, destruindo postos de megafone escondidos ou destruindo os monumentos do General Song. Esses recursos funcionam como um sistema de colecionáveis do jogo e adiciona status ao jogador. O jogador também pode obter favor de uma determinada facção ajudando esta a lutar contra outra durante a jogabilidade livre fora de missões. Ao ser testemunhado, as ações do jogador serão favorecidas pela facção que recebe a ajuda; entretanto, a relação com a outra facção rival irá despencar.
Um mercenário pode se disfarçar dirigindo o veículo de uma determinada facção, permitindo a infiltração de um posto avançado ou quartel general inimigo. No entanto, o disfarce torna-se ineficaz se os inimigos detectarem o mercenário entrando no veículo, se o jogador sair do veículo ou se o jogador se envolver em um comportamento inadequado (como buzinar, atropelar ou atacar tropas inimigas). O disfarce também é perdido se o jogador se deparar com um oficial inimigo, que invariavelmente verá através do disfarce.
O jogador pode realizar várias missões para diferentes facções, mas não é necessário completar todas as missões disponíveis. Uma missão envolve um ou vários objetivos que incluem roubo, entrega, recuperação ou destruição de certos itens ou veículos, assassinato de alvos e destruição de um acampamento, quartel, base militar ou fortaleza inimiga. Frequentemente, uma missão secundária fornece uma meta de bônus que pode ser concluída com dinheiro extra. As missões das Nações Aliadas são geralmente missões de táxi, escolta e defesa de aliados ou destruição de bases inimigas, enquanto as missões instruídas pela Máfia são um pouco mais orientadas para furtividade, e as missões da Coreia do Sul e da China geralmente fazem o jogador receber ordens de uma facção para prejudicar a outra. Uma missão pode perturbar outra facção, embora isso possa ser evitado até certo ponto se o jogador se engajar na missão furtivamente. A conclusão de uma missão recompensa o mercenário com dinheiro, aumento da relação com a facção e disponibiliza dicas sobre o Deck de 52 (Baralho de 52); ocasionalmente desbloqueia itens, veículos ou ataques aéreos.
Ao longo do jogo, o jogador tem a tarefa de caçar e "verificar" alvos importantes do regime de Song. A "verificação" envolve matar o alvo e tirar uma foto do cadáver, ou subjugar o alvo com granada de atordoamento e solicitar o envio de um helicóptero das Nações Aliadas para transportar o prisioneiro. Após cada "verificação", o jogador é premiado com "inteligência" e dinheiro, que geralmente é em dobro se o alvo for capturado vivo. No entanto, não é necessário "verificar" todos os membros de um naipe para progredir no jogo. O jogador deve ganhar apenas inteligência o suficiente, "verificando" os alvos antes que as Nações Aliadas dê ao jogador o contrato do Ás. O Ás, a figura mais importante em um naipe, (geralmente políticos, militares, cientistas ou comandantes do regime de Song) está localizado em uma área isolada, muitas vezes fortemente defendida, onde o jogador é despachado. O contrato Ás geralmente consiste em uma variedade de objetivos obrigatórios e opcionais que podem ser acessados em várias rotas, antes que o Ás esteja disponível para "verificação". Depois que o Ás é "verificado", o jogador é transportado de volta para a região principal para caçar outro naipe de alvos.
Se o jogador tentar deixar o mundo do jogo (deixando a Coreia do Norte), ele entrará efetivamente em uma área restrita onde a Força-Tarefa das Nações Aliadas têm poder aéreo supremo nessas áreas, com grande letalidade que serve como uma parede invisível para impedir o jogador de sair dos limites permitidos do jogo. Entrar nessas áreas imediatamente avisa os jogadores com uma mensagem de aviso (por um operador de rádio aliado não identificado ou por seu operativo de apoio, respectivamente) dizendo-lhes para saírem rápido da área não permitida. Optar por ignorar este aviso gera outra mensagem, informando que os aviões inimigos estão chegando. Isso é seguido por três caças que aparecem para disparar no jogador com uma grande salva de bombas que são impossíveis de sobreviver. Estas são áreas que geralmente circundam a província e demarcam os limites permitidos pelas limitações do jogo.
Mercenaries: Playground of Destruction contém skins desbloqueáveis como recompensa por completar certas tarefas no jogo. Por exemplo, pegar um certo número de Tesouros Nacionais permitirá jogar como um soldado chamado NK Elite. Alguns códigos de trapaça desbloqueiam vários personagens ocultos, como os líderes de cada facção. Por ser um jogo da LucasArts, também é possível destravar Indiana Jones e Han Solo como personagens jogáveis. No entanto, as diferenças entre as skins são apenas cosméticas e não terão nenhum efeito na jogabilidade ou nos atributos do personagem principal.

## Sinopse

### Personagens
Existem três personagens jogáveis em Mercenaries: Playground of Destruction: Christopher Jacobs, Jennifer Mui e Mattias Nilsson. Eles são suportados por uma personagem invisível não jogavel chamada Fiona Taylor, que é uma agente da ExOps (Operações Executivas) que trabalha fornecendo suporte técnico e informações ao mercenário sobre o contexto do jogo.
Os três mercenários são empregados pela ExOps durante o conflito da Coreia do Norte, mas apenas um personagem de escolha do jogador é despachado para a zona de guerra no início do jogo. Eles seguem o mesmo enredo e lidam de forma semelhante em termos de jogabilidade, mas cada um deles tem uma personalidade diferente, bem como pontos fortes específicos. Além disso, cada mercenário pode falar um idioma único além do inglês, para que o jogador possa entender as conversas de uma facção em particular lendo as legendas mostradas.
Os três personagens jogáveis em Mercenaries: Playground of Destruction são suficientemente distintos para tornar o jogo um tanto rejogável. Cada um tem uma força particular que alterará um pouco a estratégia do jogador, bem como uma proficiência linguística única que tornará compreensíveis as conversas paralelas de uma facção particular. Por exemplo, Jacobs, que entende coreano, é capaz de entender os sul-coreanos; Mattias sabe russo, e entende o que a máfia russa fala; e Jennifer, nascida em Hong Kong e, portanto, fluente em chinês, pode entender o exército chinês. E como todos eles sabem inglês, eles não têm nenhum problema em entender a AN, que sempre fala em inglês.
Chris Jacobs: (dublado por Phil LaMarr) é um ex- operador da Força Delta dos Estados Unidos. Ele parece ser uma personalidade confiante, com comentários muitas vezes humorísticos. Ele utiliza técnicas de combate convencionais do exército. Ele pode suportar mais danos de saúde do que outros e sabe a língua coreana.
Jennifer Mui: (dublada por Jennifer Hale) foi uma agente do MI6 antes de ingressar na ExOps. Ela é altamente eficiente em manobras furtivas durante os combates, pois não alerta os inimigos tão facilmente quanto outros mercenários. Nascida em uma família sino-britânica em Hong Kong, ela entende conversas em chinês.
Mattias Nilsson: (dublado por Peter Stormare) já foi um oficial de artilharia da Marinha sueca até se tornar um mercenário. Extremamente imprudente e obcecado por explosivos, utilizando técnicas mais agressivas e óbvias contra os inimigos. Nilsson usa seu movimento mais rápido a pé para dominar seus inimigos rapidamente. Ele é fluente em russo e, portanto, é capaz de entender conversas particulares da máfia russa.

### Enredo
O enredo fictício ambientado em um futuro próximo, apresenta uma Coreia do Norte prestes a ser reunificada pacificamente por meio de acordos políticos após anos de tensões entre os dois governos. O idoso presidente Choi Kim da Coreia do Norte começa a abraçar a "Política do Sol" da Coreia do Sul, reavivando as esperanças de reunificação pacífica dos dois países coreanos. No entanto, membros de alto escalão do Exército do Povo Coreano ficaram descontentes com a virada dos acontecimentos, temendo uma perda dramática de seu poder. Seu líder, o brilhante e implacável Choi Song, acredita que seu pai, o presidente Kim, estava perdendo de vista "o verdadeiro destino da Coreia do Norte". Song lidera um exército de insurgentes em uma cerimônia que celebra um roteiro para a reunificação da Coreia. Os líderes políticos democráticos da Coreia do Norte e do Sul são baleados e mortos, e Song teria matado deliberadamente seu próprio pai no processo.
Após o golpe de estado bem-sucedido, o agora ditador da Coreia do Norte, General Choi Song, corta todo contato com os países do exterior. O país inteiro mergulha em um obscuro regime por meses, até que um cargueiro de origem norte-coreana, por acidente, foi descoberto pela Marinha Real Australiana, que encontrou grandes estoques de armas nucleares localizados no convés e no compartimento de carga do navio e manifestos detalhando a origem de uma empresa na Indonésia que era amplamente conhecida como uma fachada para terroristas. Posteriormente, várias agências de inteligência em todo o mundo descobriram que a capacidade dos mísseis da Coreia do Norte era muito mais avançada do que o esperado. Posse de armas nucleares e ICBMs por Song assim como seu acordo com grupos terroristas levou à formação de uma Força-Tarefa multinacional de países ocidentais liderada pelas Nações Aliadas (AN) com o objetivo de derrubar o regime de Song e promover a manutenção da paz. As tropas da coalizão derrubaram o governo de Song e capturaram os locais de lançamento, apenas para descobrir que a Coreia do Norte estava construindo mais ogivas nucleares em outro local de lançamento desconhecido. Os mísseis deveriam ser concluídos em três semanas, e apenas o esquivo General Song tinha os códigos de lançamento. Com milhões de vidas em risco, o AN não teve escolha a não ser ocupar a Coreia do Norte e remover Song vivo ou morto.
Os remanescentes militares da Coreia do Norte leais a Song resistiram ferozmente aos invasores estrangeiros, e a AN começou a ser empurrada para trás. A máfia russa se infiltra no país, na esperança de explorar o caos e estabelecer um mercado negro. Além disso, tropas chinesas e sul-coreanas entram na Coreia do Norte; a China procura estabelecer um regime pró-chinês na Coreia do Norte e, finalmente, anexar a península como uma província da República Popular da China, colocando-os em relação antagônica com ambos os governos do Norte e do Sul. Enquanto isso, existe um destacamento militar separado com sede em Kaesong chamado União Sul-Coreana (SKU), um grupo de operação da Coreia do Sul financiado, aconselhado e apoiado pela CIA, na pessoa do Agente Especial Mitchell Buford (personagem do jogo). A SKU está atrás da reunificação da Península da Coréia e agiram agressivamente para estabelecer uma posição estratégica no conflito, sendo antagônicos aos planos da China para seus vizinhos do norte. 
Incapaz de manter o controle ou encontrar o paradeiro de Song, a AN distribui uma lista dos "alvos de alto valor" (HVT's) na forma de um "Baralho de 52", consistindo de figuras-chave do submundo do regime norte-coreano. Os Paus são membros da "Divisão 39", uma máfia patrocinada pelo estado que consiste em ministros do governo. Os Ouros são oficiais militares do alto escalão do exército norte-coreano. As Copas são renomados cientistas com o crédito de desenvolver armas nucleares, biológicas e químicas. As Espadas são o esquadrão feminino das forças especiais do General Song e seus comandantes. O próprio General Song é o Ás de Espadas, uma recompensa de $ 100 milhões de dólares é colocada em sua cabeça. A "Operações Executivas", (ou ExOps), uma empresa militar privada que fornece serviços militares para governos mundiais e grandes corporações, responde imediatamente enviando um mercenário a bordo de um avião de carga C-17, a caminho da zona de lançamento na Zona Desmilitarizada da Coreia.
Assim que o mercenário atinge o solo em meio ao conflito, o jogador assume o controle, iniciando sua caçada ao "Baralho de 52". O mercenário conhece os líderes e comandantes das facções Aliadas (AN), sul-coreana, máfia russa e China. O mercenário pode aceitar contratos de qualquer facção para obter inteligência, dinheiro, opções de suporte aéreo e o favor da facção. Com a inteligência reunida, ou pela exploração da região, o mercenário se depara com inúmeras "cartas numéricas" e "figuras" para "verificar" (matar ou capturar), reivindicando as recompensas. Quando inteligência suficiente é reunida, ele ou ela aceita um contrato do Ás dado pela AN e invade uma fortaleza inimiga para verificar o Ás. Depois de dois contratos de Ás, o teatro de guerra muda para a Província do Norte próxima a fronteira com a China.
Por meio de vários contratos, o mercenário sobe o "Baralho de 52" e, finalmente, recebe o contrato do Ás de Espadas. Após uma longa batalha contra a defesa das forças norte-coreanas no local de lançamento do míssil, o mercenário consegue adquirir os códigos de lançamento e desativar os mísseis. Após resgatar o presidente preso Kim (que estava vivo) e assumir o controle da fortaleza de Song, o mercenário consegue verificar o general Song. Existem vários finais para o jogo, dependendo se o jogador desabilitou os mísseis nucleares ou não e a facção com mais confiança no final do jogo. Todos os finais são com os ICBMs explodindo após receberem os códigos de autodestruição ou os ICBMs atingindo o centro de Seul, Tóquio, Moscou ou Pequim, causando milhões de vítimas, e a captura ou morte do General Song. Se Song for morto em vez de capturado, a recompensa de 100 milhões de dólares é reduzida pela metade, deixando o jogador com 50 milhões de dólares.

## Desenvolvimento
A trilha sonora orquestral do jogo foi composta por Michael Giacchino com Chris Tilton. Foi tocada pela Northwest Sinfonia e lançada em um CD de 21 faixas. Existem muitas faixas musicais mais sutis e pacíficas para quando o mercenário está vagando pelo mundo do jogo, com música muito intensa e alta quando o mercenário está engajado em alguma batalha. O design de som foi feito por Ellen Meijers, que visitou a Base Aérea de Travis para gravar os sons da hidráulica do avião de carga Galaxy C-5, trens de pouso e geradores para adicionar realismo à jogabilidade. O conceito do "Baralho de 52" é emprestado do método usado pelas forças da coalizão no Iraque para identificar os membros procurados do governo deposto de Saddam Hussein.
A Operações Executivas (ExOps), nome da empresa fictícia para a qual trabalha o protagonista, é provavelmente uma referência à Executive Outcomes, uma empresa militar privada que deixou de existir em 1999.

## Recepção
Mercenaries: Playground of Destruction recebeu críticas "geralmente positivas", de acordo com o agregador de críticas Metacritic.
Ryan Davis, ex-editor da GameSpot, disse que a ação é muito variada e "fundamentalmente satisfatória", o mundo é envolvente e o jogo tem uma "carnificina deslumbrante". Davis também disse que a física exagerada do jogo às vezes é demais e a qualidade dos efeitos sonoros é irregular. Davis disse que o jogo é "um jogo muito melhor no geral" do que Full Spectrum Warrior, um jogo que a Pandemic Studios desenvolveu anteriormente. Davis disse que a princípio o jogo parece uma imitação de Grand Theft Auto devido a elementos semelhantes, como uma perspectiva em terceira pessoa, a capacidade de entrar em qualquer veículo que você vê, mas que Mercenaries é mais não linear e baseado em missão. Davis disse que "a maioria dos veículos terrestres parecem um pouco flutuantes". Davis também escreveu: "É incrível como o jogo chega perto da realidade sem realmente irromper, e o uso de uma Coreia do Norte ligeiramente fictícia como cenário pode ser muito envolvente. Mas, apesar do compromisso do jogo com um cenário quase realista, a ação é rápida e solta". Davis notou as apresentações de dublagem de Peter Stormare e Carl Weathers como particularmente bem feitas. No Japão, onde a versão para PlayStation 2 foi portada e publicada pela Electronic Arts em 28 de abril de 2005, a Famitsu deu-lhe uma pontuação de dois noves, um oito e um sete para um total de 33 de 40.
Detroit Free Press deu à versão de Xbox todas as quatro estrelas e chamou-a de "uma grande diversão da vida cotidiana". O Sydney Morning Herald deu ao jogo quatro estrelas e meia de cinco e disse "embora não seja tão épico quanto Grand Theft Auto: San Andreas, o combate dentro de Mercenaries é mais focado e polido, graças a controles rígidos, gráficos incríveis e física inteligente". O Times deu quatro estrelas de cinco, dizendo que "os visuais são de primeira classe. As imagens das notícias definem o cenário do caos, enquanto pequenas cutscenes no jogo se entrelaçam perfeitamente com a ação". The New York Times deu uma crítica similarmente favorável, dizendo "enquanto a maioria dos jogos se sobrepõe a este mundo de forma livre com missões rigidamente estruturadas, Mercenaries permite ao jogador quase tanta liberdade em ação quanto em viagens". A Maxim da mesma forma deu oito de dez e disse: "Missões cheias de veículos para disputar e pessoas para sair parecem um cruzamento entre Grand Theft Auto e Metal Gear Solid com uma pitada de Contra para especiaria. "Destrua tudo e receba; esta é a política externa no seu melhor".
Mercenaries: Playground of Destruction vendeu 105.000 unidades durante o seu lançamento.

### Banimento na Coreia do Sul
Mercenaries: Playground of Destruction foi banido das prateleiras na Coreia do Sul por retratar a guerra em seu teatro ainda hostil, assim como Ghost Recon 2. A delicada situação entre a Coreia do Norte e a Coréia do Sul significa que o governo está sob forte pressão para proibir a mídia que retrata a guerra entre as duas nações, por temor que isso possa prejudicar ainda mais a já tensa situação diplomática. Quase 2 anos depois, o Game Rating Board da Coreia do Sul anunciou o levantamento da proibição desses jogos em 2007.